# Плоскі молі
Плоскі молі (Depressariidae) — родина лускокрилих комах. Містить понад 2300 видів. Поширена по всьому світі.

## Таксономія
Традиційно, таксон вважався підродиною виїмчастокрилих молей (Gelechiidae), але зараз його визнано окремою родиною.

## Опис
Молі середнього розміру, з розмахом крил 14 — 32 мм. За забарвленням молі буруваті або сіруваті без чітких малюнків, часто з розсіяними, дрібними, темними плямами на крилах. Коли метелики відпочивають, широкі кореневі поля передніх крил виступають як «плечі» і надають їм приблизну форму дзвоника.
Гусениці деяких видів живуть на трав'янистих рослинах, інші — на деревних.

## Підродини
- Acriinae
- Aeolanthinae
- Cryptolechiinae
- Depressariinae
- Ethmiinae
- Hypercalliinae
- Hypertrophinae
- Oditinae
- Peleopodinae
- Stenomatinae